# Nivollet-Montgriffon

Nivollet-Montgriffon este o comună în departamentul Ain din estul Franței.